# 도적: 칼의 소리
《도적: 칼의 소리》(영어: Song of the Bandits)는 넷플릭스에서 2023년 9월 22일부터 방영된 대한민국의 역사, 액션 드라마이다.

## 제작진

### 연출
- 황준혁 : (OCN 드라마 《38사기동대》, 《나쁜 녀석들 : 악의 도시》 (공동 연출). tvN 월화 드라마 《블랙독》등 연출)
- 박현석 : (KBS2 수목 드라마 《함부로 애틋하게》 (공동 연출), tvN 토일 드라마 《비밀의 숲 2》등 연출)
- 김상훈

### 극본
- 한정훈 : (OCN 드라마 《뱀파이어 검사》, 《38사기동대》, 《나쁜 녀석들 : 악의 도시》, KBS2 월화 드라마 《국민 여러분!》 등 집필)

## 출연진

### 주요 인물
| 연기자 | 배역   | 아역   | 소속                                                                | 일본판 성우진     | 영문판 성우진 |
| ------ | ------ | ------ | ------------------------------------------------------------------- | ----------------- | ------------- |
| 김남길 | 이윤   | 이주원 | 도적단의 두목 (본 작의 메인 남주인공)                               | 마츠다 슈헤이     | 앤드류 리     |
| 서현   | 남희신 | 이예서 | 독립운동가 (본 작의 여주인공)                                       | 카야노 아이       | 조제핀 창     |
| 이현욱 | 이광일 |        | 대일본제국 19사단 보병 37연대 소좌 (본작의 메인 빌런이자 최종 보스) | 미사이즈 케이스케 | 조지 트사이   |
| 유재명 | 최충수 |        | 조선인 마을의 지주 (본 작의 서브 남주인공)                          | 타케모토 카즈마사 | 숀 버고스     |
| 이호정 | 언년   | 김민서 | 총잡이 (본 작의 서브 여주인공)                                      | 카네다 아이       | 시시 리       |

### 마적단 주변 인물
- 한규원 : 장기룡 역 - 마적단의 두목.
- 김민 : 진산 역 - 마적단의 일원.
- 김설진 : 기무라 역 - 마적단의 일원.
- 박광재 : 흑동 역 - 마적단의 일원.
- 전승훈 : 토구 역 - 마적단의 일원.

### 도적단 주변 인물
- 조훈 : 천만 역 - 도적단의 일원.
- 박준성 : 일식 역 - 도적단의 일원.

### 일본 주변 인물
- 고규필 : 한태주 역 - 일본군 19사단 보병 37연대 중위.
- 박상원 : 이시다 역 - 일본군 19사단 보병 37연대 중위.
- 김인우 : 야마다 역 - 일본의 영사.
- 정무성 : 오오카 역 - 일본의 영사관.

### 주변 인물
- 김도윤 : 강산군 역 - 명사수
- 차엽 : 금수 역
- 이재균 : 초랭이 역 - 남사당패 출신
- 차청화 : 김선복 역 - 명정촌의 사업가

### 그 외 인물
- 전승훈 : 토구 역
- 김현우 : 의뢰 영상 목소리 역

### 특별 출연
- 이윤희 : 박 노인 역
- 김종태 : 이상국 역
- 정인기 : 황삼덕 역
- 김학선 : 지부장 역
- David Lee : 만주 봉계군대 대장 역

## 일본판 성우진
- 마츠다 슈헤이: 이윤(김남길)
- 카야노 아이: 남희신(서현)
- 미사이즈 케이스케: 이광일(이현욱)
- 타케모토 카즈마사: 최충수(유재명)
- 카네다 아이: 언년(이호정)

## 참고 사항
- 김남길, 고규필, 정인기는 SBS 금토드라마 《열혈사제》 이후로 4년 만에 재회하여 캐스팅 되었다.
- 이현욱은 SBS 일일 드라마 《사랑만 할래》 이후로 9년 만에 재회하여 캐스팅 되었다.
- 이현욱과 박광재는 MBC 월화 드라마 《역적 : 백성을 훔친 도적》 이후로 6년 만에 재회하여 캐스팅 되었다.
- 유재명과 고규필은 KBS 2TV 주말 드라마 《파랑새의 집》 이후로 8년 만에 재회하여 캐스팅 되었다.
- 이호정과 한규원은 영화 《인질》 이후로 2년 만에 재회하여 캐스팅 되었다.
- 박광재와 정인기는 영화 《범죄도시 2》 이후로 1년 만에 재회하여 캐스팅 되었다.
- 고규필, 한규원, 박상원, 김민은 영화 《범죄도시 3》 이후로 4개월 만에 재회하여 캐스팅 되었다.
- 김인우와 박광재는 영화 《나쁜 녀석들: 더 무비》 이후로 4년 만에 재회하여 캐스팅 되었다.